# Natrolemoynita
La natrolemoynita és un mineral de la classe dels silicats.

## Característiques
La natrolemoynita és un silicat de fórmula química Na₄Zr₂Si₁₀O₂₆·9H₂O. Va ser aprovada com a espècie vàlida per l'Associació Mineralògica Internacional l'any 1996. Cristal·litza en el sistema monoclínic. La seva duresa a l'escala de Mohs és 3.
Segons la classificació de Nickel-Strunz, la natrolemoynita pertany a «09.DP - Estructures transicionals ino-filosilicats» juntament amb els següents minerals: melifanita, leucosfenita, prehnita, amstal·lita, kvanefjeldita, lemoynita i altisita.

## Formació i jaciments
Va ser descoberta a la pedrera Poudrette, al municipi La Vallée-du-Richelieu, a Montérégie (Quebec, Canadà). També ha estat descrita a les pegmatites del mont Suoluaiv, a l'óblast de Múrmansk (Rússia). Aquests dos indrets són els únics de tot el planeta on ha estat descrita aquesta espècie mineral.